# Spazio intergalattico
In astronomia lo spazio intergalattico è lo spazio fisico interposto tra le galassie.
Di solito libero da polveri e detriti, lo spazio intergalattico è simile ad un vuoto perfetto.
Alcune teorie ipotizzano che la densità media dell'Universo sia equivalente ad un atomo di idrogeno per metro cubo.
La densità dell'Universo, tuttavia, non è logicamente uniforme: varia infatti tra la relativamente elevata densità all'interno delle galassie (includendo la densità elevatissima delle strutture fisiche galattiche, come stelle, pianeti e buchi neri) e una condizione di vasti vuoti che hanno una densità molto più bassa della media dell'Universo.
La temperatura media è di appena 2,7 kelvin: la missione COBE della NASA ha misurato una temperatura di 2,725±0,002 K.

## Descrizione
Nei dintorni e nelle distese fra le galassie, c'è un plasma rarefatto che si pensa possegga una struttura cosmica filamentare leggermente più densa della densità media dell'Universo; questo materiale è chiamato mezzo intergalattico (IGM) ed è formato principalmente da idrogeno ionizzato, un plasma formato da un ugual numero di protoni ed elettroni.
Si valuta che il mezzo intergalattico all'interno di ricchi ammassi di galassie esista ad una densità fra 10 e 100 volte la densità media dell'Universo.
Una ragione per cui si ritiene che il mezzo intergalattico sia principalmente plasma ionizzato è che la sua temperatura è alta per gli "standard terrestri" (benché in alcune sue parti appaia solo "tiepida" rispetto agli standard astrofisici).
Come il gas cade dai vuoti al mezzo intergalattico, si riscalda ad una temperatura di 100000-10000000 K, sufficientemente elevata da indurre l'espulsione dell'elettrone dall'atomo di idrogeno per collisione.
A queste temperature si parla di Mezzo intergalattico tiepido-caldo (WHIM).
Simulazioni al computer indicano che la metà della materia atomica presente nell'Universo può esistere in questa forma tiepido-calda e rarefatta.
Quando il gas ricade dalle strutture filamentari del WHIM all'interno di ammassi di galassie nell'intersezione dei filamenti cosmici, può scaldarsi ulteriormente, raggiungendo una temperatura di 108 K ed oltre.